# Chiesa di San Teodoro (Paulilatino)
La chiesa di San Teodoro è un edificio religioso situato a Paulilatino, centro abitato della Sardegna centrale.
Consacrata al culto cattolico, è sede dell'omonima parrocchia e fa parte dell'arcidiocesi di Oristano.
L'esistenza della chiesa è certificata da documenti datati al 1342.

## Altri progetti

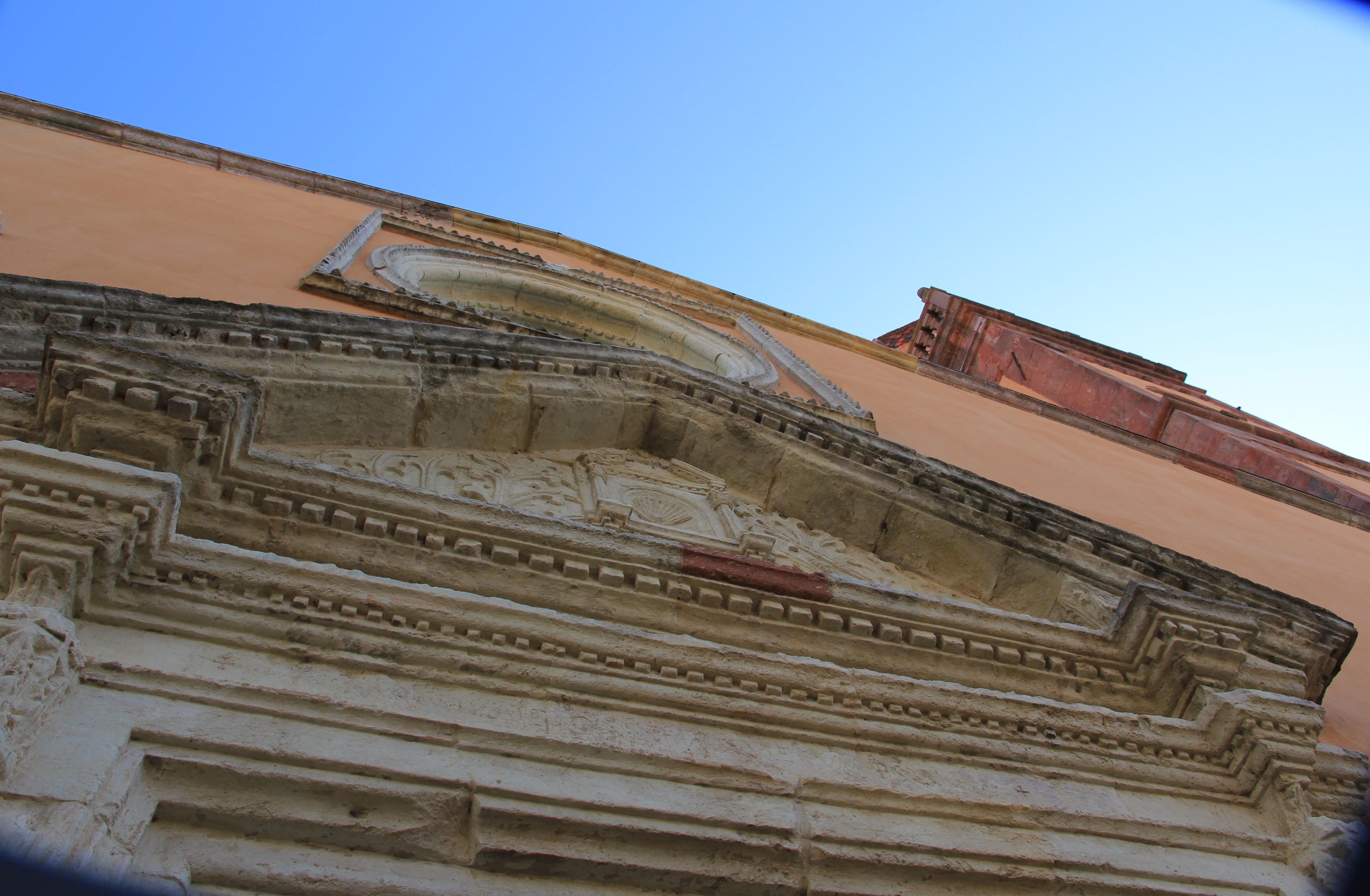